# Bük
Bük – miasto (ponad 3,4 tys. mieszkańców w styczniu 2011) w zachodnich Węgrzech, w komitacie Vas, w powiecie Csepreg, położone 27 km od Szombathely.

## Rekreacja
Popularne kąpielisko termalne.